# Peter Howson (kunstschilder)
Peter Howson (Londen, 27 maart 1958) is een Schotse kunstschilder. Hij was in 1993 de officiële Britse oorlogskunstenaar tijdens de Bosnische Burgeroorlog en is onderscheiden in de Orde van het Britse Rijk.
- Bibliothèque nationale de France: cb146425609 (data)
- Gemeinsame Normdatei: 119232669
- International Standard Name Identifier: 0000 0000 7844 2918
- KulturNav: af49c1c1-047c-4b69-8afa-55b234316e1f
- Library of Congress Control Number: nr93035202
- Nederlandse Thesaurus van Auteursnamen: 250649837
- RKD-Nederlands Instituut voor Kunstgeschiedenis: 107888
- Système universitaire de documentation: 168866153
- Union List of Artist Names: 500063340
- Virtual International Authority File: 34714593
- WorldCat: E39PBJhmKc4Q8Dv3v6CWDM9qwC